# Das alte Jahr vergangen ist

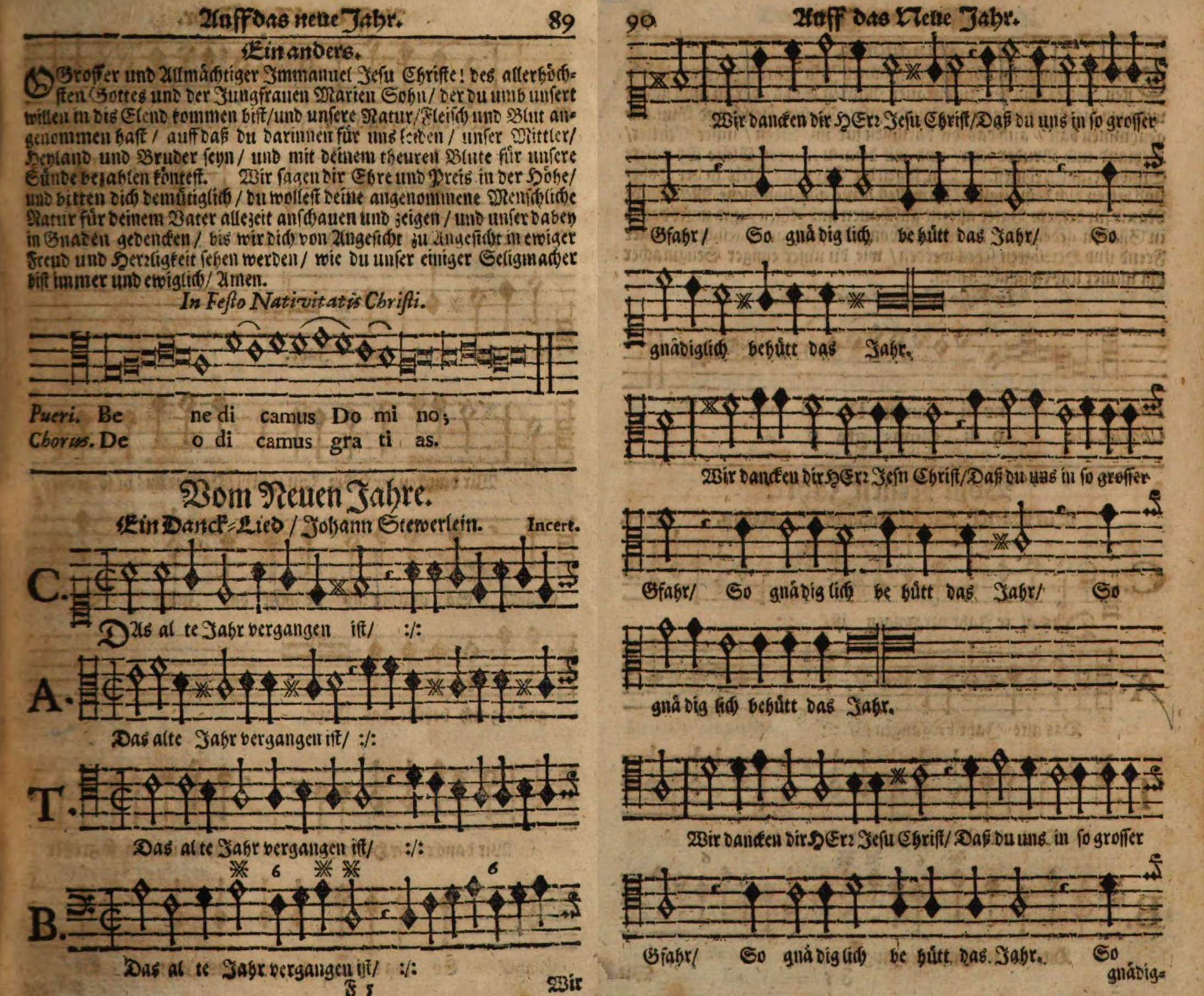
Vopelius La vieille année est passée Neu Leipziger Hymnal 1682.
Les deux premières pages de La vieille année est passée sur la mélodie de Johann Steuerlein du Neu Leipziger Hymnal

« Das alte Jahr vergangen ist », BWV 614 (en français « La vieille année s'en est allée ») est un choral orné de Jean-Sébastien Bach, pour deux claviers et pédalier, issu de l’Orgelbüchlein (le « petit livre d'orgue », no 16). 
Le chant, exposé en soprano à la main droite, se développe dès le début dans une succession d'ornementations très fournies (tremblants, pincés…). Les parties internes, bien que moins riches que le soprano, sont tout de même assez fournies et présentent des lignes ascendantes ou descendantes en mouvements conjoints chromatiques, qui procurent à la pièce des harmonies complexes et constitue la matière du poignant commentaire du compositeur sur le texte. Le choral, use du 4e ton (un ré modal), mais se clôt sur un accord de mi majeur.

## Discographie
- G.C.Baker, 45 chorals de l’Orgelbüchlein, FY
- Michel Chapuis, 45 chorals de l’Orgelbüchlein, Valois
- Gaston Litaize, 45 chorals de l’Orgelbüchlein, Decca